# Tienschan-Ziesel
Der Tienschan-Ziesel (Spermophilus ralli) ist eine Hörnchenart aus der Gattung der Ziesel (Spermophilus). Er kommt im östlichen Tian-Shan-Gebirge im äußersten Osten von Kirgisistan und Kasachstan sowie im Westen von Xinjiang in der Volksrepublik China vor.

## Merkmale
Der Tienschan-Ziesel erreicht eine Kopf-Rumpf-Länge von etwa 20,0 bis 24,0 Zentimetern bei einem Gewicht von 290 bis 405 Gramm. Der Schwanz wird 6,0 bis 7,5 Zentimeter lang und ist damit wie bei allen Zieseln deutlich kürzer als der restliche Körper. Der Hinterfuß wird 33 bis 42 Millimeter lang, die Ohrlänge beträgt 5 bis 9 Millimeter. Die Art ist verhältnismäßig klein. Die Rückenfarbe ist grau-braun bis hell gelb-sandfarben mit unscheinbaren hellen Flecken, die Seiten sind etwas heller gefärbt. Das Winterfell ist heller und grauer gefärbt als das Sommerfell. Der Schwanz ist oberseits rostrot bis hellgelb, kurz vor der Spitze befindet sich ein auffälliges dunkles Band und die Schwanzspitze selbst ist gelblich-weiß. Im Gesicht gibt es keine auffällige Zeichnung.
| 1 | · | 0 | · | 2 | · | 3 | = 22 |
| 1 | · | 0 | · | 1 | · | 3 | = 22 |

Der Schädel hat eine Gesamtlänge von 47 bis 50 Millimetern. Die Art besitzt wie alle Arten der Gattung im Oberkiefer pro Hälfte einen zu einem Nagezahn ausgebildeten Schneidezahn (Incisivus), dem eine Zahnlücke (Diastema) folgt. Hierauf folgen zwei Prämolare und drei Molare. Im Unterkiefer besitzen die Tiere dagegen nur einen Prämolar. Insgesamt verfügen die Tiere damit über ein Gebiss aus 22 Zähnen.

## Verbreitung
Der Tienschan-Ziesel kommt im östlichen Tian-Shan-Gebirge im äußersten Osten von Kirgisistan und Kasachstan sowie im Westen des Autonomen Gebiets Xinjiang in der Volksrepublik China vor. Dabei weist er eine allopatrische Verbreitung zum Relikt-Ziesel (Spermophilus relictus) auf.

## Lebensweise
Der Tienschan-Ziesel ist ein tagaktives Erdhörnchen, wobei es die heißesten Tageszeiten meidet. Es lebt vor allem in Bergwiesen und ist koloniebildend. Die Baue der Tiere liegen eng beieinander und sind mit jeweils mehreren Ausgängen und einer Überwinterungskammer in einem bis zwei Metern Tiefe versehen. Die Gänge haben einen Durchmesser von etwa sechs Zentimetern. Die Tiere stehen oft erhoben am Eingang. Als Nahrung dienen grüne Vegetationen und Samen, seltener auch Insekten. Die Kommunikation erfolgt durch leise Quietschrufe.
Die Tiere verbringen den Winter wie andere Ziesel im Winterschlaf, der vom August oder September bis zum Februar oder Anfang März reicht. Die Fortpflanzungszeit erfolgt im Frühjahr nach dem Aufwachen, die Weibchen gebären nach einer Tragzeit von 25 bis 27 Tagen einen Wurf aus drei bis sieben Jungtieren.

## Systematik
Der Tienschan-Ziesel wird als eigenständige Art innerhalb der Gattung der Ziesel (Spermophilus) eingeordnet, die nach aktuellem Stand nach einer Revision der Gattung aus 15 Arten besteht. Die wissenschaftliche Erstbeschreibung stammt von dem russischen Zoologen Boris Aleksandrovich Kuznetsov aus dem Jahr 1948 und wurde in dessen Buch Zveri Kirgizii, einer Zusammenstellung der Tierarten in Kirgisistan, veröffentlicht. Er beschrieb die Art anhand von Individuen aus dem Becken des Yssykköl in Kirgisistan. Ursprünglich wurde der Tienschan-Ziesel als Unterart des Relikt-Ziesels (Spermophilus relictus) betrachtet, unterscheidet sich von diesem jedoch anhand molekularbiologischer Merkmale.
Innerhalb der Art werden neben der Nominatform keine Unterarten unterschieden.

## Status, Bedrohung und Schutz
Der Tienschan-Ziesel wird von der International Union for Conservation of Nature and Natural Resources (IUCN) als nicht gefährdet (Least concern) eingeordnet. Begründet wird dies durch das vergleichsweise große Verbreitungsgebiet und das häufige Vorkommen der Art, konkrete Bestandsgrößen sind allerdings nicht bekannt. Potenzielle bestandsgefährdende Gefahren für diese Art bestehen nicht, früher wurden die Tiere als Fleischlieferant bejagt.

## Belege
1. 1 2 3 4 5  Robert S. Hoffmann, Andrew T. Smith: Tian Shan Ground Squirrel. In: Andrew T. Smith, Yan Xie: A Guide to the Mammals of China. Princeton University Press, Princeton NJ 2008, ISBN 978-0-691-09984-2, S. 195.
2. 1 2 3 4 5 6 7 8  Richard W. Thorington Jr., John L. Koprowski, Michael A. Steele: Squirrels of the World. Johns Hopkins University Press, Baltimore MD 2012; S. 310. ISBN 978-1-4214-0469-1
3. ↑  Robert S. Hoffmann, Andrew T. Smith: Spermophilus. In: Andrew T. Smith, Yan Xie: A Guide to the Mammals of China. Princeton University Press, Princeton NJ 2008, ISBN 978-0-691-09984-2, S. 193.
4. 1 2 3  Spermophilus ralli in der Roten Liste gefährdeter Arten der IUCN 2015.1. Eingestellt von: A.T. Smith, C.H. Johnston, 2008. Abgerufen am 20. Juni 2015.
5. ↑  Kristofer M. Helgen, F. Russell Cole, Lauren E. Helgen, Don E. Wilson: Generic Revision in the holarctic ground squirrels genus Spermophilus. Journal of Mammalogy 90 (2), 2009; S. 270–305. doi:10.1644/07-MAMM-A-309.1
6. 1 2 3  Spermophilus ralli In: Don E. Wilson, DeeAnn M. Reeder (Hrsg.): Mammal Species of the World. A taxonomic and geographic Reference. 2 Bände. 3. Auflage. Johns Hopkins University Press, Baltimore MD 2005, ISBN 0-8018-8221-4.